# Branko Zebec
Branko Zebec (Zagreb, 17. svibnja 1929. – Zagreb, 26. rujna 1988.), bio je hrvatski nogometaš, kasnije nogometni trener. Bio je na glasu kao vrlo brz igrač, afirmirao se kao napadač, a u kasnijem dijelu karijere igrao je u veznom redu. Najbolje utakmice u karijeri odigrao je na položaju lijevog krila i centra. U više navrata je uvršten među najbolje hrvatske nogometaše svih vremena.

## Igračka karijera

### Klupska karijera
Za juniorsku momčad Građanskog igrao je od 1943. pa do 1945. godine, nakon čega igra za nekoliko amaterskih zagrebačkih klubova, najprije Poštar, zatim igra za Lokomotivu nakon spajanja ta dva kluba, potom Milicioner (kasnije nazvan "Borac"), a 1951. godine angažirao ga je Partizan (Beograd) za koji igra do kraja 1958. godine, u tom razdoblju Klub osvaja tri jugoslavenska Kupa i jedno Prvenstvo Jugoslavije. Dvije sezone igra u Crvenoj zvezdi (Beograd) gdje je bio kapetan nakon čega odlazi u njemački prvoligaški klub Alemanniu Aachen na tri sezone, zaključno s 1965. godinom kada i završava igračku karijeru. S Alemanniom nije imao većih uspjeha osim 1. i 2. mjesta zapadne regionalne lige. 

### Reprezentativna karijera
Igrajući 65 puta za reprezentaciju Jugoslavije postigao je 17 pogodaka te osvojio srebrnu medalju na Olimpijskim igrama u Helsinkiju 1952. kada su izgubili u završnici od tada nastale "čudesne" reprezentacije Mađarske. Igrao je na Svjetskom prvenstvu 1954. godine u Švicarskoj. Tada je jugoslavenska reprezentacija stigla do četvrtzavršnice i izgubila od kasnijih prvaka svijeta, Njemačke. Na sljedećem je Svjetskom prvenstvu 1958. godine u Švedskoj bio kapetan i s jugoslavenskom reprezentacijom opet stigao do četvrtzavršnice kada su još jednom bili zaustavljeni od Njemačke. Na Europskom prvenstvu 1960. godine jugoslavenska reprezentacija izgubila je u završnici od Sovjetskog Saveza. Igrao je za reprezentaciju FIFA-e protiv Engleske, 1953. godine, na Wembleyu, povodom proslave 90. godišnjice engleskog nogometnog saveza.

## Trenerska karijera
Završio je Visoku sportsku školu u Kölnu. Prvi trenerski angažman imao je u rodnom Zagrebu, u Dinamu.
Doveo je Dinamo do završnice Kupa velesajamskih gradova 1967., u završnici momčad je vodio Ivica Horvat, taj uspjeh mu je ujedno otvorio vrata za povratak u Bundesligu, ovaj put kao trener. Osvojio je prvenstvo Njemačke s FC Bayernom 1969. na što je taj klub čekao 37 godina, a iste je godine osvojio i Njemački Kup (Deutscher Pokalsieger), što je prva "dvostruka kruna" za jedan klub u povijesti Bundeslige. 1969. s Bayernom je osvojio Kup pobjednika kupova. Njemačko prvenstvo osvojio je i s HSV-om 1979. S istim je klubom 1980. godine završio na drugom mjestu u Ligi prvaka (u finalu je izgubio 0-1 od Nottingham Foresta) a te je godine HSV bio drugi u Bundesligi. S Hajdukom iz Splita osvojio je Kup 1973. i došao do polufinala Kupa pobjednika kupova gdje ga je porazio Leeds United. 
Vodio je još i VfB Stuttgart 1970. – 1972., Eintracht Braunschweig 1974. – 1978., taj je klub poveo do 1 bod zaostatka za osvajanjem prvenstva 1977., Borussiju iz Dortmunda 1982. i 1983., trenirao je i Eintracht Frankfurt 1983. i 1984. te još jednom Dinamo prije povlačenja u mirovinu. 
Slovi za jednog od najboljih trenera klubova Njemačke lige. 
Dugotrajan rad u jednoj od najjačih nogometnih liga na svijetu uzeo je i svoj danak; problemi s alkoholizmom počeli su početkom osamdesetih godina što je konačno bilo i uzrokom razmjerno ranog Zebecova povlačenja u mirovinu 1985. godine sa svega 56 godina te dovelo do smrti koja je potresla svijet nogometa.

## Smrt
Branko Zebec preminuo je u 60. godini života u Zagrebu, izdahnuvši na rukama Krasnodara Rore. Kraj je doživio na tragičan način tako što se ugušio komadom mesa s ražnjića na roštiljadi koju je pripremio u svome domu nakon jedne utakmice protiv Čelika.

## Priznanja

### Igračka

#### Klupska
Partizan Beograd
- Kup maršala Tita (3): 1952., 1954., 1956./57.

Crvena zvezda Beograd
- Prvenstvo Jugoslavije (1): 1959./60.

#### Reprezentativna
Jugoslavija
- Helsinki 1952. (1): srebro

### Trenerska
Dinamo Zagreb
- Kup velesajamskih gradova (1): 1966./67.

FC Bayern
- Bundesliga (1): 1968./69.
- DFB-Pokal (1): 1969.

Hajduk Split
- Kup maršala Tita (1): 1973.

HSV
- Bundesliga (1): 1978./79.

## Vanjske poveznice
- Zebec, Branko Hrvatska enciklopedija